# Lasioglossum subfasciatum
Lasioglossum subfasciatum är en biart som först beskrevs av Ludwig Imhoff 1832.  Lasioglossum subfasciatum ingår i släktet smalbin, och familjen vägbin. Inga underarter finns listade i Catalogue of Life.